# IAAF Road Race Label Events 2014
Navigation
Édition précédente Édition suivante
Les courses sur route à labels de l'IAAF 2014 (en anglais : IAAF Road Race Label Events) sont des compétitions d'athlétisme régies par l'IAAF. Le circuit regroupe les meilleures compétitions mondiales hors-stade dans les épreuves du marathon, du semi-marathon ainsi que d'autres courses sur route sur des distances allant de 5 à 20 kilomètres.

## Label d'or
Les épreuves classées en première catégorie sous le nom de Courses Label d’Or IAAF (en anglais : IAAF Gold Label Road Races) sont les suivantes en 2014 :
- Épreuves faisant également partie du circuit des World Marathon Majors

| Épreuve                   | Distance      | Lieu                | Pays                | Date         | Vainqueur Homme  | Vainqueur Femme    |
| ------------------------- | ------------- | ------------------- | ------------------- | ------------ | ---------------- | ------------------ |
| Marathon de Xiamen        | Marathon      | Xiamen              | Chine               | 2 janvier    | Mariko Kipchumba | Mare Dibaba        |
| Marathon de Dubaï         | Marathon      | Dubaï               | Émirats arabes unis | 24 janvier   | Tsegaye Mekonnen | Mula Seboka        |
| Marathon de Tokyo         | Marathon      | Tokyo               | Japon               | 23 février   | Dickson Chumba   | Tirfi Tsegaye      |
| World's Best 10K          | 10 kilomètres | San Juan            | Porto Rico          | 23 février   | Bedan Karoki     | Mary Wacera        |
| Marathon du lac Biwa      | Marathon      | Otsu                | Japon               | 2 mars       | Bazu Worku       | —                  |
| Semi-marathon Rome-Ostie  | Semi-marathon | Rome                | Italie              | 2 mars       | Aziz Lahbabi     | Caroline Chepkwony |
| Marathon de Nagoya        | Marathon      | Nagoya              | Japon               | 9 mars       | —                | Mariya Konovalova  |
| Marathon de Séoul         | Marathon      | Séoul               | Corée du Sud        | 16 mars      | Yacob Jarso      | Helah Kiprop       |
| Semi-marathon de Lisbonne | Semi-marathon | Lisbonne            | Portugal            | 16 mars      | Bedan Karoki     | Worknesh Degefa    |
| Marathon de Rome          | Marathon      | Rome                | Italie              | 23 mars      | Shume Hailu      | Geda Ayelu Lemma   |
| Semi-marathon de Prague   | Semi-marathon | Prague              | Tchéquie            | 5 avril      | Peter Kirui      | Joyce Chepkirui    |
| Marathon de Paris         | Marathon      | Paris               | France              | 6 avril      | Kenenisa Bekele  | Flomena Cheyech    |
| Marathon de Rotterdam     | Marathon      | Rotterdam           | Pays-Bas            | 13 avril     | Eliud Kipchoge   | Abebech Afework    |
| Marathon de Vienne        | Marathon      | Vienne              | Autriche            | 13 avril     | Getu Feleke      | Anna Hahner        |
| Marathon de Londres       | Marathon      | Londres             | Royaume-Uni         | 13 avril     | Wilson Kipsang   | Edna Kiplagat      |
| Semi-marathon de Yangzhou | Semi-marathon | Yangzhou            | Chine               | 20 avril     | Nguse Tesfaldet  | Gladys Cherono     |
| Marathon de Boston        | Marathon      | Boston              | États-Unis          | 21 avril     | Meb Keflezighi   | Rita Jeptoo        |
| Marathon de Prague        | Marathon      | Prague              | Tchéquie            | 11 mai       | Patrick Terer    | Firehiwot Dado     |
| Great Manchester Run      | 10 kilomètres | Manchester          | Royaume-Uni         | 18 mai       | Kenenisa Bekele  | Tirunesh Dibaba    |
| Gold Coast Marathon       | Marathon      | Gold Coast          | Australie           | 6 juillet    | Silah Limo       | Asami Kato         |
| Semi-marathon de Bogota   | Semi-marathon | Bogota              | Colombie            | 27 juillet   | Geoffrey Kipsang | Rita Jeptoo        |
| Prague Grand Prix         | 10 kilomètres | Prague              | Tchéquie            | 6 septembre  | Geoffrey Ronoh   | Correti Jepkoech   |
| Great North Run           | Semi-marathon | Newcastle-upon-Tyne | Royaume-Uni         | 7 septembre  | Mohamed Farah    | Mary Keitany       |
| Carrera de la Mujer       | 12 kilomètres | Bogota              | Colombie            | 28 septembre | —                | Belaynesh Oljira   |
| Marathon de Berlin        | Marathon      | Berlin              | Allemagne           | 28 septembre | Dennis Kimetto   | Tirfi Tsegaye      |
| Semi-marathon du Portugal | Semi-marathon | Lisbonne            | Portugal            | 5 octobre    | Stephen Kibet    | Purity Rionoripo   |
| Marathon de Lisbonne      | Marathon      | Lisbonne            | Portugal            | 5 octobre    | Samuel Ndungu    | Visiline Jepkesho  |
| Great Scottish Run        | Semi-marathon | Glasgow             | Royaume-Uni         | 5 octobre    | Stephen Mokoka   | Edna Kiplagat      |
| Marathon de Chicago       | Marathon      | Chicago             | États-Unis          | 12 octobre   | Eliud Kipchoge   | Rita Jeptoo        |
| Marathon d'Amsterdam      | Marathon      | Amsterdam           | Pays-Bas            | 19 octobre   | Bernard Kipyego  | Betelhem Moges     |
| Marathon de Pékin         | Marathon      | Pékin               | Chine               | 19 octobre   | Girmay Birhanu   | Fatuma Sado        |
| Great South Run           | 10 miles      | Portsmouth          | Royaume-Uni         | 26 octobre   | James Rungaru    | Belaynesh Oljira   |
| Marathon de Francfort     | Marathon      | Francfort           | Allemagne           | 26 octobre   | Mark Kiptoo      | Aberu Kebede       |
| Marathon de New York      | Marathon      | New York            | États-Unis          | 2 novembre   | Wilson Kipsang   | Mary Keitany       |
| Marathon de Shanghai      | Marathon      | Shanghai            | Chine               | 2 novembre   | Stephen Mokoka   | Tigist Tufa        |
| Marathon d'Istanbul       | Marathon      | Istanbul            | Turquie             | 16 novembre  | Hafid Chani      | Amane Gobena       |
| Marathon de Fukuoka       | Marathon      | Fukuoka             | Japon               | 7 décembre   | Patrick Makau    | —                  |
| Marathon de Singapour     | Marathon      | Singapour           | Singapour           | 7 décembre   | Kenneth Mungara  | Waganesh Amare     |

## Label d'argent
Les épreuves classées en deuxième catégorie sous le nom de Courses Label d’Argent IAAF (en anglais : IAAF Silver Label Road Races) sont les suivantes en 2014 :
| Épreuve                           | Distance      | Lieu             | Pays         | Date         | Vainqueur Homme       | Vainqueur Femme        |
| --------------------------------- | ------------- | ---------------- | ------------ | ------------ | --------------------- | ---------------------- |
| Marathon d’Osaka                  | Marathon      | Osaka            | Japon        | 26 janvier   | —                     | Tetyana Gamera-Shmyrko |
| Semi-marathon de Marugame         | Semi-marathon | Marugame         | Japon        | 2 février    | Martin Mathathi       | Eri Makikawa           |
| Beppu-Ōita Marathon               | Marathon      | Ōita             | Japon        | 2 février    | Abraham Kiplimo       | —                      |
| Marathon de Hong Kong             | Marathon      | Hong Kong        | Hong Kong    | 16 février   | Feyera Gemeda         | Rehima Kedir           |
| Marathon de Daegu                 | Marathon      | Daegu            | Corée du Sud | 6 avril      | Yemane Tsegay Adhane  | Mulu Seboka            |
| Great Ireland Run                 | 10 km         | Dublin           | Irlande      | 6 avril      | Japhet Korir          | Iwona Lewandowska      |
| Marathon de Hanovre               | Marathon      | Hanovre          | Allemagne    | 27 avril     | Henry Chirchir        | Souad Aït Salem        |
| Marathon de Madrid                | Marathon      | Madrid           | Espagne      | 27 avril     | Ezekiel Kiptoo Chebii | Kifle Alem Fikre       |
| Ottawa 10K Road Race              | 10 km         | Ottawa           | Canada       | 24 mai       | Wilson Kiprop         | Mary Keitany           |
| Marathon d'Ottawa                 | Marathon      | Ottawa           | Canada       | 25 mai       | Yemane Tsegay         | Tigist Tufa            |
| Freihofer's Run for Women         | 5 km          | Albany           | États-Unis   | 31 mai       | —                     | Lucy Wangui Kabuu      |
| Semi-marathon de České Budějovice | Semi-marathon | České Budějovice | Tchéquie     | 7 juin       | Geoffrey Kipsang      | Betelhem Moges         |
| Semi-marathon d'Olomouc           | Semi-marathon | Olomouc          | Tchéquie     | 21 juin      | Geoffrey Ronoh        | Edna Kiplagat          |
| Semi-marathon d'Ústí nad Labem    | Semi-marathon | Ústí nad Labem   | Tchéquie     | 14 septembre | Adugna Takele         | Correti Jepkoech       |
| Dam tot Damloop                   | 10 Mile       | Amsterdam        | Pays-Bas     | 21 septembre | John Mwangangi        | Linet Masai            |
| Marathon de Sydney                | Marathon      | Sydney           | Australie    | 21 septembre | Gebo Gameda           | Biruktayit Degefa      |
| Marathon de Toronto               | Marathon      | Toronto          | Canada       | 19 octobre   | Laban Korir           | Mulu Seboka            |
| Great Birmingham Run              | Semi-marathon | Birmingham       | Royaume-Uni  | 19 octobre   | Joel Kimutai          | Polline Wanjiku        |
| Semi-marathon de Valence          | Semi-marathon | Valence          | Espagne      | 19 octobre   | Abraham Cheroben      | Emily Chebet           |
| Marathon de Venise                | Marathon      | Venise           | Italie       | 26 octobre   | Behailu Mamo          | Konjit Tilahun         |
| Course Marseille-Cassis           | 20 km         | Marseille        | France       | 26 octobre   | Titus Mbishei         | Peris Chepchirchir     |
| Marathon de Yokohama              | Marathon      | Yokohama         | Japon        | 16 novembre  | —                     | Tomomi Tanaka          |
| Corrida de Houilles               | 10 km         | Houilles         | France       | 28 décembre  | Victor Chumo          | —                      |
| San Silvestre Vallecana           | 10 km         | Madrid           | Espagne      | 31 décembre  | Mike Kigen            | Gemma Steel            |

## Label de bronze
Les épreuves classées en troisième catégorie sous le nom de Courses Label de bronze IAAF (en anglais : IAAF Bronze Label Road Races) sont les suivantes en 2014 :
| Épreuve                      | Distance      | Lieu              | Pays               | Date         | Vainqueur Homme      | Vainqueur Femme          |
| ---------------------------- | ------------- | ----------------- | ------------------ | ------------ | -------------------- | ------------------------ |
| Marathon de Séville          | Marathon      | Séville           | Espagne            | 23 février   | Kiplimo Lagat        | —                        |
| Marathon de Santiago         | Marathon      | Santiago du Chili | Chili              | 6 avril      | Beraki Beyene        | Emily Perpetua Chepkorir |
| Marathon de Brighton         | Marathon      | Brighton          | Royaume-Uni        | 6 avril      | William Chebor       | Alice Serser Milgo       |
| Marathon de Milan            | Marathon      | Milan             | Italie             | 6 avril      | Francis Kiprop       | Visiline Jepkesho        |
| Marathon de Pyongyang        | Marathon      | Pyongyang         | Corée du Nord      | 13 avril     | Pak Song-chol        | Kim Hye-gyong            |
| Marathon de Łódź             | Marathon      | Łódź              | Pologne            | 13 avril     | Yared Shegumo        | Karolina Jarzynska       |
| Marathon de Nagano           | Marathon      | Nagano            | Japon              | 20 avril     | Serhiy Lebid         | Alina Prokopeva          |
| Marathon de Riga             | Marathon      | Riga              | Lettonie           | 18 mai       | Yu Chiba             | Tigist Teshome Ayanu     |
| Semi-marathon de Gifu Seiryu | Semi-marathon | Gifu              | Japon              | 18 mai       | Bedan Karoki         | Visiline Jepkesho        |
| Marathon d'Edimbourg         | Marathon      | Édimbourg         | Royaume-Uni        | 25 mai       | David Toniok         | Kateryna Stetsenko       |
| Marathon de Lanzhou          | Marathon      | Lanzhou           | Chine              | 1er juin     | Gilbert Chepkwony    | Eunice Jepkirui          |
| Corrida de Langueux          | 10 km         | Langueux          | France             | 14 juin      | Victor Kimutai Chumo | Angela Tanui             |
| Vidovdan Road Race           | 10 km         | Brcko             | Bosnie-Herzégovine | 28 juin      | Darko Zivanovic      | Aniko Kalovics           |
| Marathon de Sibérie          | Marathon      | Omsk              | Russie             | 21 septembre | John Kyalo Kyui      | Purity Kimetto           |
| Marathon de Beyrouth         | Marathon      | Beyrouth          | Liban              | 9 novembre   | Fikadu Girma         | Mulahabt Tsega           |
| Marathon des Alpes-Maritimes | Marathon      | Nice              | France             | 9 novembre   | Hailu Shumi          | Rose Chepchumba          |
| Marathon de Valence          | Marathon      | Valence           | Espagne            | 16 novembre  | Jacob Kendagor       | Beata Naigambo           |
| Semi-marathon de Zhuhai      | Semi-marathon | Zhuhai            | Chine              | 13 décembre  | Ma Jinguo            | Sun Lamei                |